# Simpang Empat (Lawe Bulan)
Simpang Empat is een bestuurslaag in het regentschap Aceh Tenggara van de provincie Atjeh, Indonesië. Simpang Empat telt 955 inwoners (volkstelling 2010).